# Knierim
Knierim és una població dels Estats Units a l'estat d'Iowa. Segons el cens del 2000 tenia 70 habitants.

## Demografia
Segons el cens del 2000, Knierim tenia 70 habitants, 34 habitatges, i 19 famílies. La densitat de població era de 26,8 habitants/km².
Dels 34 habitatges en un 17,6% hi vivien nens de menys de 18 anys, en un 52,9% hi vivien parelles casades, en un 2,9% dones solteres, i en un 44,1% no eren unitats familiars. En el 35,3% dels habitatges hi vivien persones soles el 14,7% de les quals corresponia a persones de 65 anys o més que vivien soles. El nombre mitjà de persones vivint en cada habitatge era de 2,06 i el nombre mitjà de persones que vivien en cada família era de 2,68.
Per edats la població es repartia de la següent manera: un 20% tenia menys de 18 anys, un 5,7% entre 18 i 24, un 30% entre 25 i 44, un 18,6% de 45 a 60 i un 25,7% 65 anys o més.
L'edat mediana era de 40 anys. Per cada 100 dones de 18 o més anys hi havia 107,4 homes.
La renda mediana per habitatge era de 26.667 $ i la renda mediana per família de 41.528 $. Els homes tenien una renda mediana de 19.500 $ mentre que les dones 28.333 $. La renda per capita de la població era de 20.280 $. Cap de les famílies i l'11% de la població estaven per davall del llindar de pobresa.

## Poblacions més properes
El següent diagrama mostra les poblacions més properes.